# Українознавство
Українозна́вство (часто: україні́стика або украї́ніка) — галузь гуманітарних знань, орієнтована на вивчення економічної, політичної, соціальної, культурної, історичної проблематики України, а також життя української діаспори за кордоном. До 1991 року україністика розвивалася переважно в дослідницьких центрах за межами СРСР: у різні часи — у Німеччині, Польщі, Канаді, США. У радянських навчальних закладах вивчалася, відповідно, історія УРСР, краєзнавство, українська література тощо. Як спеціальна галузь знання російської україністики отримала певний імпульс до розвитку після проголошення державної незалежності України.

## Історія виникнення і розвитку
Постання і розвиток українознавства відбувається в органічній єдності з постанням і розвитком українського етносу і нації. Науковий аналіз засвідчує, що формування української нації й розвиток наукових знань про феномен українства являють собою етапи взаємопов'язаного процесу, який зумовлює синхронізацію інтенсивності виявлення кожного з чинників: щораз вищий цілісний контент у своєму розвитку підпорядковується загальному закону природи — єдності її матеріального і духовного світу.
У своєму розвитку українознавство як наука й навчальна дисципліна пройшло довгий і складний шлях: від міфопоетичного образу українського терену, оприявненого в пам'ятках фольклору, від перших писемних згадок істориків, розрізнених відомостей закордонних дослідників та мандрівників, аж до системніших тематичних викладів, історіографічних і історіософських описів українознавчого дискурсу та дослідження цього доробку в наукових студіях і його вивчення в системі освіти.
Початки формування знань про Україну та її людність сягають ще античних часів (Гомер, Геродот), продовжуються за доби києво-руської, де особливу роль починають відігравати літописи (Синопсис, Літопис Аскольда та Літопис Руський). Згодом, суттєво розширившись в аспекті і формальному і змістовому, наукові осяги України й українського світу підносяться на новий щабель в козацьких літописах (Самовидця, Грабянки, Величка), в «Історії Русів», творчості Г.Сковороди, І.Котляревського, М.Максимовича, М.Костомарова, П.Куліша, Т.Шевченка, В.Антоновича, М.Драгоманова, Лесі Українки, І.Франка та багатьох інших.
На початку ХХ ст., спираючись на доробок попередників, визначні вчені — М.Грушевський, В.Вернадський, Д. Дорошенко, С.Єфремов, Д.Багалій, І.Стешенко — спромоглися концептуалізувати обриси українознавчого дискурсу як системи наукових знань, у координатах яких досліджується не лише спосіб життя, а й спосіб мислення українців. Українознавство в їхніх дослідженнях виразно постає науковою системою знань, яка зі свого боку виявляється важливим чинником історичного процесу. В цей час видано перше комплексне видання з українознавства — «Украинскій народъ въ его прошломъ и настоящемъ», в якому зокрема вперше опубліковано докладну антропологічну розвідку Ф.Вовка.
У 1918 р. В.Вернадський, президент щойно створеної Української академії наук, наголошує на необхідності впровадження спеціальних дисциплін з українознавства до програм середньої та вищої школи. 1920 р. С.Єфремов видає перший навчальний посібник «Українознавство», а згодом Д.Дорошенко друкує свій вкрай важливий для подальших українознавчих студій «Огляд української історіографії». За Д.Дорошенком, коли на першому етапі розвитку українознавства вчені, які були наснажені глибокою любов'ю до рідної землі, свого народу, бажаннями прислужитися його поступові, зосереджували свою увагу на початках наукового осмислення української історії, етнографії, мови, письменства, то відтепер українознавство вже формується як єдина система знань. У той же час повною мірою неупереджене, безцензурне, утвердження науки про українців на «материковій», підконтрольній тоталітарному режиму, Україні було перерване майже на 70 років.
На Заході більш вживаним є термін україністика аналогічний вжитку таких термінів, як «полоністика», «русистика», «балканістика», «германістика» тощо. У процесі розвитку наукових гуманітарних студій в умовах незалежної України термін «україністика» подекуди став уживатися й тоді, коли йдеться про науки, які досліджують різні сфери духовного і матеріального життя українського народу. В такому ракурсі він визначається як сукупність наукових дисциплін гуманітарного і природничого циклів, які досліджують різні аспекти і складові України й українського народу як їхнього спільного предмета. При цьому маються на увазі науки про історію, мову, культуру, психологію, мистецтво, виховання, соціальні відносини, суспільний устрій, право, економіку, природу, екологію, етногенез тощо. Кожна з них має свій окремий предмет вивчення, домінанта якого окреслює диференціацію відповідних методів і водночас накреслює інтеграцію різних конкретно-наукових методів у методологію українознавства.

## Сучасне українознавство
З кінця 80-х рр. XX ст. українознавство в Україні знову починає відроджуватися: естафету попередників у формуванні українознавства як інтегративної науки, навчальної дисципліни і методології освіти з цього часу переймають науковці Національного науково-дослідного інституту українознавства МОН
України.
30 серпня 2000 р. у зв'язку з перепідпорядкуванням Інституту українознавства Міністерству освіти і науки України, в складі науково-дослідної частини Київського національного університету імені Тараса Шевченка було створено Центр українознавства. Керівником Центру було призначено доктора історичних наук, професора В. І. Сергійчука. З 15 березня 2007 р. Центр українознавства — у складі філософського факультету. Його керівник — доктор політичних наук, професор М. І. Обушний.
Теоретико-методологічні основи діяльності Центру українознавства базуються на тому, що українознавство, як відроджена традиційно-українська система світобачення й творення, розглядається як підґрунтя, на основі якого формується сучасний український громадянин. Українознавство ставить за мету цілісне достовірне знання про Україну і світове українство, українське світобачення у часі й просторі.
У XXI ст. українознавство переросло межі дослідження суто національних проблем. Його оперативне поле відтепер суттєво розширилося, охоплюючи і соціальні, і державотворчі процеси, і питання формування свідомості й моралі, освіти й виховання, політики й культури.
Дослідженнями українознавчої тематики присвячені діяльність ряду наукових установ у світі. Українознавству присвячена також і міжнародна конференція Ґрайфсвальдський Українікум.
На ІХ міжнародному конгресі україністів професор мовознавства Інституту славістики Віденського університету, президент Міжнародної асоціації україністів Міхаель Мозер заявив, що гуманітарні науки, зокрема і україністика, переживають кризу.

## Терміносистема українознавства
Наукове пізнання України, українців, українства призвело до вироблення великої групи термінів, що сформувалася у певну систему на основі історичних, географічних, політологічних, філологічних, культурологічних, філософських та термінів інших наук.

## Методи українознавчих досліджень

### Популяційно-генетичні методи
Генетичні дослідження української людності сприяють розв'язанню складних слов'янознавчих та українознавчих наукових проблем. Певно, незабаром можна буде поставити остаточну крапку у дискусії, що бере початок у XIX ст., щодо пріоритету народів (етносів) східнослов'янської мовної підгрупи на «кровну» (генетичну, біологічну) спадкоємність з територіально-племінними групами слов‘ян ранньофеодального періоду.
Сучасна українська етнічна популяція є однією з найбільших у Європі за кількістю та ареалом розселення. Це, а також історичні й фізико-географічні чинники сприяли формуванню серед українців великої кількості популяцій нижчого ієрархічного рівня. Незважаючи на генетичний обмін з іншими етносами українці є сьогодні відносно гомогенною етнічною популяцією (за всією сукупністю генетичних показників), чого не можна сказати, приміром, про італійців чи росіян.
Україна є об'єктивно існуючою біогеографічною реальністю, утвореною українською етнічною популяцією. Генетичні відстані між українцями й іншими сучасними народами характеризують біологічну спорідненість українців з ними.
Крім українських генетиків за міжнародними програмами українську етнічну популяцію активно вивчають російські генетики (Магаданська і Білгородська області, Краснодарський та Ставропольський краї, Львівська, Івано-Франківська, Хмельницька, Черкаська, Полтавська, Чернігівська, Сумська області).

## Українознавство у системі національної освіти і виховання України

### У системі виховання
У родинному вихованні
У системі виховання дошкільнят
У системі виховання школярів
У системі виховання студентської молоді

### У системі освіти
У системі загальної обов'язкової освіти України
Українознавчий складник загальної освіти України міститься серед навчальних курсів молодшої, середньої і старшої школи як окремі навчальні предмети (українська мова, історія України, географія України, українська мова тощо) та певні частини (групи тем, теми, навчальні питання) природничих та суспільних навчальних курсів.
У системі вищої освіти України
Підготовка кадрів найвищої кваліфікації за спеціальністю «українознавство»

## Українознавство у світі (за межами України)

### Австрія
Україністика в Австрії стала розвиватися від 1-ї пол. 19 ст.: спочатку в Галичині й пізніше на Буковині, що входили на той час до Австро-Угорської імперії, а пізніше у Віденському університеті. Вже в 1820-ті — 1940-ві pp. у загальному контексті слов'янських національно-культурних рухів зароджувалася позауніверситетська мовознавча україністика в Галичині. Представники раннього галицького просвітницького руху, випускники духовних семінарій Іван Могильницький, Маркіян Шашкевич, Яків Головацький, Йосип Левицький, Іван Вагилевич, Йосип Лозинський у своїх листах указували на самобутність української мови, підкреслювали етнічну, мовну та культурну єдність українського народу в усіх частинах України, вивчали давньоукраїнську писемність, досліджували членування українських говорів, створювали перші рукописні та друковані граматики і підручники тодішнього галицького різновиду української літературної мови.
У Віденському університеті після заснування 1849 першої в Австрії кафедри слов'янської філології внесок у мовознавчу україністику зробили її перший завідувач Франц Міклошич та його наступник на цій посаді Ватрослав Ягич. У період 1848–1918 україністика в Галичині та на Буковині розвивалася на створених українознавчих кафедрах у Львівському (1849) і Чернівецькому (1875) університетах, а також завдяки перетворенню Львівського товариства імені Тараса Шевченка (засновано 1873) на Наукове товариство ім. Т. Шевченка (1893). НТШ, де працювали такі видатні наукові діячі, як Михайло Грушевський, Іван Франко, Володимир Гнатюк, Іван Верхратський, набувало значення всеукраїнської академії наук. У Львівському університеті розвивали діяльність філологи Яків Головацький, Омелян Огоновський, Гнат Онишкевич, Олександр Колесса, Кирило Студинський, Іларіон Свєнціцький. У Чернівецькому університеті працювали Омелян Калужняцький, К. Ганкевич, С. Смаль-Стоцький, 3. Кузеля. Крім того, ряд філологів-україністів — таких, як М. Осадца, П.Дячан, О. Партацький, Є. Желехівський, І. Верхратський, В. Кміцикевич, Ю. Кобилянський, О. Макарушка, О. Маковей, М. Возняк, І. Завадовський, — працювали вчителями української мови в галицьких і буковинських гімназіях.
Філологи-україністи навчалися не тільки у Львівському (І. Верхратський, Є. Желехівський, В. Гнатюк, 0. Макарушка, О. Маковей, М. Возняк) та Чернівецькому (С. Смаль-Стоцький, Ю. Кобилянський, В. Сімович) університетах, а й у Віденському (філологічну освіту тут здобули Г. Онишкевич, В. Щурат,
1. Зілинський, І. Завадовський; завершували або поглиблювали. її там П. Дячан, О. Огоновський, О. Калужняцький, 3. Кузеля, І. Панькевич, І. Франко, О. Колесса, І. Свєнціцький).
Основні твори австро-угорського періоду мовознавчої україністики:
- «Студії в галузі руської мови» О. Огоновського (1880, нім. мовою),
- «Малоруско-німецкий словар» Є. Желехівського з доопрацюванням С. Недільського (1886),
- «Граматика руської (української) мови» С. Смаль-Стоцького і Т. Гартнера (1913, нім. мовою)[4].

Після розпаду Австро-Угорщини (1918) і пов'язаного з цим виїзду професорів та студентів до нових незалежних слов'янських держав Відень утратив своє значення як центр підготовки західноукраїнської інтелігенції та українознавчих досліджень, що призвело до занепаду україністики в Австрії. 1921 українська еміграція у Відні заснувала Український вільний університет, але цього ж року його було переведено в Прагу.
Протягом 20—80-х рр. 20 ст. публікації з мовознавчої україністики з'являлися в Австрії нерегулярно. Тільки після відновлення незалежності України (1991) в Австрії зріс інтерес до української мови й культури, особливо у Віденському і Зальцбурзькому університетах, а також в Австрійському інституті досліджень Східної і Південно-Східної Європи (Відень).
Від початку 1990-х рр. австрійські славісти опублікували низку праць з питань нормалізації української літературної мови (Г. Бідер), мовної політики й мовної ситуації (Г. Бідер, Г. Бургер, Ю. Бестере-Дільгер), церковнослов'янсько-української диглосії (М. Мозер), історії української філології (К. Штурм-Шнабль), а також західнополіських українсько-білоруських межових говорів і західнополіської літературної мікромови в Білорусі (Г. Бідер).

### Велика Британія
Україністика у Великій Британії була започаткована ще В. Р. Морфіллом. Уперше про українську мову як окрему лінгвістичну систему він писав у статті «Російська мова та її діалекти» (1876). В. Р. Морфілл впровадив українознавчі матеріали до енциклопедичних видань Великої Британії. Найповнішу характеристику української мови з боку фонетичного, морфологічного і синтаксичного він дав у нарисі «Слов'янські мови» («Британська Енциклопедія», 9-е вид., 1887, т. 22).
У 1-й пол. 20 ст. україністика у Великій Британії майже не розвивалася. Найвагомішими здобутками середини 20 століття стали праці В. К. Метьюза і В. Свободи. Славіст В. К. Метьюз приділив значну увагу українській мові в монографії «Мови СРСР» (1951), присвятив їй статті «Відміни іменників в українській мові» (1949), «Деякі спостереження щодо української мови» (1955), «Фонеми української мови» (1957). Ґрунтовним аналізом вирізняються його статті «Вимова ятя в давньоруській мові» (1950), «Східнослов'янські фонеми 10 ст. у світлі візантійських джерел» (1957). Відомий україніст В. Свобода досліджував в основному давню українську лексикографію («Слов'янська частина Oxford Heptaglot Lexicon: Українсько-латинський словник першої половини 17 ст.», 1956), білорусько-українські («Дещо з особливостей білоруської дієслівної лексики та її зв'язків з українською», 1971) та їдиш-українські мовні контакти («Український компонент у слов'янізмах словникового складу їдиш», 1980), художнє мовлення Олеся Гончара (ст. «Лінгвістичні нововведення і живе мовлення в „Соборі“ Олеся Гончара: іменники і прикметники», 1983). В. Свобода писав про українську літературу та окремих українських письменників до англомовних енциклопедичних видань, вів (з 1962 до 1992) відділ україніки в бібліографічній серії «Праці року, присвячені дослідженню сучасних мов».
Українську мову з погляду соціолінгвістики розглядають М. Добрянський, М. Єнкала. З 1955 в Інституті слов'янських і східноєвропейських студій Лондонського університету впроваджено факультативне вивчення української мови, а з 1970 її викладають тут як другий фаховий предмет для деяких славістів, з 1991 — як окрему навчальну дисципліну. 1991 в Лондоні засновано Асоціацію україністів Великої Британії (голова — М. Добрянський).
У країні є українське видавництво (Лондон), українські книжково-сувенірні крамниці й бібліотеки (в Лондоні, Манчестері та інших містах). Бібліотека Інституту слов'янських і східноєвропейських студій (заснована 1915) Лондонського університету має значний український фонд (бл. 6 000 одиниць). Більшість книжок закуплено або одержано в дарунок (від НАН України) у післявоєнні роки. Серед них — чимало підручників української мови (зокрема для англомовних користувачів), праці таких видатних українських філологів, як Лаврентій Зизаній, Мелетій Смотрицький, Іван Огієнко, Ю. Шевельов, Л. Булаховський, Ю. Жлуктенко, П. Плющ, Ф. Жилко. Сюди надходять 50 періодичних видань. Українські книжки, зокрема з лінгвістики, є і в Тейлорівському інституті Оксфордського університету, передусім у фонді В. Р. Морфілла, а також у Бодлеанській бібліотеці та бібліотеці Коледжу св. Антонія в Оксфорді.
Від 2009 року в Кембриджському університеті існують Українські студії, лекторами є Рорі Фіннін, Оленка Певна й Андрій Смицнюк. В рамках Українських студій Кембриджського університету викладають українську мову, літературу й культуру, а також вивчають український кінематограф.

### Італія
Одним з фундаторів україністики в Італії є Анджело де Губернатіс, який вивчав і популяризував історико-культурну спадщину українського народу.

### Російська Федерація
Слід зазначити, що у колах, близьких до україномовних національно-культурних автономій Російської Федерації прийнято іменування україніка (рос. украиника). Наприклад, відділ україніки Української бібліотеки в Москві.
З перших днів свого існування російська україністика розвивалася в кількох напрямах. Частина української діаспори у Російській Федерації розробляла мовну проблематику, проблематику української історії і культури. Члени цієї корпорації виходили з принципу непорушності державного суверенітету України. Інші члени української діаспори РФ дотримувалася думки, що краще майбутнє України обумовлене максимально тісною інтеграцією з Російською Федерацією і іншими державами, що виникли на пострадянському просторі. В період становлення російської україністики значний вплив на її проблематику робили такі наукові і політичні центри, як Інститут діаспори і інтеграції (Інститут країн СНД), відділ України Російського інституту стратегічних досліджень, Фонд «Політика», Інститут країн Європи, Комітет у справах СНД Державної Думи РФ і ін.
У даний час періодичні й систематичні дослідження в області україністики проводяться в Інституті російського зарубіжжя, в МГУ ім. М. В. Ломоносова, Фонді ефективної політики, Інституті економіки РАН, ряду інших наукових, освітніх і дослідницьких установ. Російська україністика — порівняно молода галузь знання. У її формуванні беруть участь не тільки учені, але й суспільно-політичні діячі, журналістський корпус, російська й українська інтелігенція.

### Франція
Вивчення і дослідження української мови у Франції починається у 20 ст. Протягом 1904–1906 відомий лінгвіст Л. Леже читав курс української мови і літератури в Колеж де Франс (Париж). Державне відродження України в період УНР сприяло пожвавленню інтересу французьких мовознавців до української мови. 1920 Л. Леже в праці «Історія Австро-Угорщини від початку до 1918 року» зазначав, що, яким би не було завершення подій, «українцям вдасться посісти певне становище в світі». А. Мейє, іноземний член НАН України з 1924, в працях «Вступ до порівняльного вивчення індоєвропейських мов» (1903), «Спільнослов'янська мова» (1924) та ін. торкається проблем історії української мови. А. Мазон, член НТШ з 1927, в заснованому ним «Журналі славістичних досліджень» (1921—1924) вів бібліографію україністики і вмістив ряд статей про українських вчених, у тому числі мовознавців (М. Сумцова, Л. Булаховського та ін.). А. Мартель у праці «Польська мова в русинських країнах, в Україні та Білорусі» (вид. 1938) дав загальну характеристику української літературної мови 16—17 ст.
У наш час дослідження з україністики здійснюють науковці Національного інституту східних мов і цивілізацій (Париж), де одне з відділень готує (від 1939) фахівців з української мови й культури (навчання — З роки), а з 1972 — в університетах Парижа і Бордо. З україністами цих закладів постійно співпрацює НТШ в Європі (м. Сарсель під Парижем). У виданій тут «Енциклопедії українознавства» у 2 томах (т. 1 — тематичний, ч. 1—3, Мюнхен— Н.-Й., 1949-52; т. 2 — словниковий, ч. 1-11, Париж—Н.-Й., 1955—95) міститься розділ «Мова» (т. 1,ч. 1), а також численні статті про українську мову (т. 2, ч. 1—11).
Паризький інститут слов'янознавства з 1921 видає журнал «Revue des études slaves», де в розділі україністики публікуються огляди мовознавчих праць в Україні та статті з окремих питань української мови (А. Жуковський, Е. Круба, Б. Струмінський, Б. Унбегаун, Ю. Шевельов, M. Шеррер та ін.). Франц. мовою опубл. праці: «Українські читання» І. Борщака (1946), «Українські думи» М. Шеррер (1947), «Основи української граматики» П. Наум'яка, «Розмовна українська мова» Г. Панчука, посібник «Говорімо українською. Мова і культура» В. Коптілова (1995).
Серед багатьох асоціацій, що після відновлення державної незалежності України були створені у Франції з метою налагодження француцько-українських зв'язків, однією з найдіяльніших є Французька асоціація за розвиток українознавства (з 1993), яка спрямовує зусилля на впровадження україномовних передач на французькому радіо, сприяє розширенню викладання української мови у французьких вищих навчальних закладах і включенню її як однієї з навчальних дисциплін до програми французьких середніх шкіл. Асоціація видає «Бюлетень» (тричі на рік).

## Українознавство та засоби масової інформації і комунікації

### Українознавство і вебресурси
Українознавство і Вікіпедія
Нині Вікіпедія є найбільшим у світі зосередженням знань про Україну, українців, українство, українське і в цьому сенсі не має конкурентів. Вікіпедія є найбагатомовнішим зібранням українознавчих знань, що твориться в багатьох країнах користувачами з різним рівнем компетентності. Започаткування Вікіпедії українською мовою відкрило нову еру української енциклопедистики і її українознавчого складника зокрема.
Енциклопедія українознавства стала однією з основ української Вікіпедії, яка одразу мала не лише українську форму (мову інформації), але й зміст. У ній представлено знання про українську національну сутність, показано українську національну самобутність, проявляється українське національне єство. Глибина і всебічність розкриття багатьох категорій, що стосуються українознавства, ще не задовольняють фахівців, проте для пересічного користувача якість українознавчих статей можна вважати задовільною.
Знання про Україну представлено у Вікіпедії (на кінець літа 2011 р.) вужче і поверховіше, ніж про Німеччину, Францію, Італію, Велику Британію, Іспанію, Нідерланди, Росію, Китай, Індію, Австралію, але ширше і глибше, ніж про Албанію, Білорусь, Македонію, Чорногорію. Загалом українознавчі знання представлено на рівні багатьох інших європейських націй, розташованих географічно між провідними країнами Західної Європи та євразійськими Росією й Туреччиною (Болгарія, Фінляндія, Словаччина, Хорватія, Чехія, Румунія, Угорщина, Польща, Греція, Австрія тощо). Перебування України у середині зазначеної групи країн не відповідає потенціалу енциклопедичного українознавства світового українства (одному з найвищих серед націй зазначеної групи), але узгоджується з рівнями інформатизації українського суспільства та людського розвитку (сьогодні одним з найнижчих у цій групі).
Головним входом на українознавчу складову сегмента українською мовою є портал «Україна», що містить категорію «Україна» з великою кількістю підкатегорій. З-поміж усіх порталів української Вікіпедії приблизно третину становлять (на початок травня 2011 р.) такі, що містять переважно знання про Україну й українців. Серед представлених в українському сегменті українознавчих категорій найбільшу питому вагу за обсягом становлять такі: «Персоналії», «Україна», «Українська культура», «Історія України», «Географія України».
Українознава інформація за межами української Вікіпедії зосереджена переважно в категоріях порталів тематичного розділу «Географія». 12 мовних сегментів Вікіпедії (влітку 2011 р.) мали портал «Україна» (англійською, іспанською, французькою, російською, німецькою, польською, шведською, каталонською, українською, литовською, білоруською, грузинською).
Стаття «Україна» на початку серпня 2011 р. була представлена 199 мовами (й діалектами) з усіх 281, що мали на той час власний сегмент у Вікіпедії. Тобто 70 % мовних сегментів Вікіпедії містили цю українознавчу статтю принаймні у започаткованому стані. Серед обов'язкових для всіх мовних сегментів Вікіпедії статей є лише одна українознавча — «Україна». Лише у 5 мовних сегментах стаття «Україна» відзначена (на середину літа 2011 р.) за якісним критерієм як добра (у двох), та обрана (у трьох). Стаття "Україна є однією з найпопулярніших енциклопедичних статей у сегменті Вікіпедії українською мовою, а в багатьох інших вона входить до першої тисячі найпопулярніших сторінок. У Вікіпедії російською мовою стаття «Україна» за популярністю в 2010 р. була на 30-й позиції, німецькою — 662-й, англійською — 753-й.
Слово «Україна» і похідні від нього вживаються у різних мовних сегментах з різною частотою, що характеризує їх наповненість знаннями про Україну й українців. Найбільшу кількість сторінок, де вжито слово «Україна», мали сегменти такими мовами (на початок липня 2011 р.): російською (59048), англійською (36950), німецькою (15059), українською (13131), французькою (7135), іспанською (6847), італійською (6695), японською (5019), польською (4454), румунською (2960).
Українська Вікіпедія містить широкий спектр українознавчих знань, вирізняється з-поміж інших складною розгалуженою структурою українознавчого складника, глибиною висвітлення українознавчих тем, великою питомою вагою українознавчих знань.
Знання про минуле України й українства широко представлені в українському сегменті Вікіпедії багатьма категоріями і статтями. Історичні українознавчі знання становлять вагому частку всіх вікіпедичних знань українською мовою і мають великий попит у користувачів. 18 листопада 2011 р. історія (в усіх сенсах цього слова) згадувалася в текстах і назвах 43399 статей (що становило 13,27 % від загальної кількості статей), а історія України — 12274 статей (3,75 %). Певні складники історично-українознавчого вмісту української Вікіпедії кількісно окреслювалися так: історії української культури стосувалося (щонайменше згадкою) 1757 статей, історії української мови — 1090, історії української літератури — 870, історії української діаспори — 183. На гострі дискусійні теми у статтях з історії України представлено різні погляди й оцінки подій.
Надалі очікується суттєве тематичне розширення та поглиблення українознавчого вмісту насамперед українськомовного складника Вікіпедії, поява вікі-порталів «Україна» та статті «Україна» у тих мовних сегментах, де їх ще немає, збільшення питомої ваги українознавців-науковців серед активних користувачів Вікіпедії.

## Важливі українознавчі друковані праці

### Українознавчі енциклопедії
Докладніше див. у статтях: Енциклопедія українознавства; Енциклопедія сучасної України; Енциклопедія історії України;Енциклопедія української діаспори; Енциклопедія народного господарства Української РСР.

### Українознавчі довідники
Науковий інструментарій українознавця,
Україна-етнос (довідник)

### Наукові періодичні видання за спеціальністю «українознавство»
Докладніше див. у статтях: Українознавство (журнал), Збірник наукових праць НДІУ, Українознавчий альманах.

### Українознавчі журнали іноземними мовами
- Journal of Ukrainian Studies
- Harvard Ukrainian Studies